# Catar
Catar, ou Qatar (português brasileiro: [kaˈtah] ou [kaˈtaɾ]; português europeu: [kɐˈtaɾ]; em árabe: قطر; romaniz.: Qatar‎; pronunciado em árabe: [ˈqɑtˤɑr], pronunciado coloquialmente: [ɡɪtˤɑr]), oficialmente Estado do Catar (em árabe: دولة قطر, translit. Dawlat Qaṭar), é um país árabe do Sudoeste Asiático que ocupa a pequena Península do Catar, na costa nordeste da Península Arábica, no Oriente Médio. Sua única fronteira terrestre é com a Arábia Saudita ao sul, enquanto o restante de seu território é cercado pelo Golfo Pérsico. Um estreito também separa a península do estado insular do Barém através do Golfo do Barém. A capital do país é Doha, lar de mais de 80% de seus habitantes. O Catar também sediou a Copa do Mundo FIFA de 2022.
O Catar é um emirado absolutista e hereditário comandado pela Casa de Thani desde meados do século XIX. As posições mais importantes no país são ocupadas por membros ou grupos próximos da família al-Thani. Em 1995, o xeque Hamad bin Khalifa Al Thani tornou-se emir após depor seu pai, Khalifa bin Hamad al Thani, em um golpe de Estado.
Foi um protetorado britânico até ganhar a independência em 1971. Desde então, tornou-se um dos estados mais ricos da região, devido às receitas oriundas do petróleo e do gás natural (possui a terceira maior reserva mundial de gás). Antes da descoberta do petróleo, sua economia era baseada principalmente para a extração de pérolas e comércio marítimo. Atualmente, lidera a lista dos países mais ricos do mundo pela revista Forbes e está classificado em 38º lugar na lista das Nações Unidas de países com maior desenvolvimento humano (IDH), e em 3.° no mundo árabe. A Freedom House considera o país "não livre". A Amnistia Internacional anota vários atropelos de direitos humanos. Desde a primeira Guerra do Golfo, tem sido um importante aliado militar dos Estados Unidos e atualmente abriga uma importante base militar na região.
Com uma população estimada em 2,8 milhões de habitantes, apenas 313 mil são nativos catarianos. Os demais são trabalhadores estrangeiros, especialmente de outras nações árabes (13%), Subcontinente indiano (Índia 24%, Nepal 16%, Bangladesh 5%, Paquistão 4%, Sri Lanka 2%), Sudeste Asiático (Filipinas 11%) e demais países (7%). Também é um dos poucos países do mundo em que seus cidadãos não pagam impostos.

## Etimologia
O nome Catar deriva de Qatara, que se acredita referir à antiga cidade de Zubarah, um importante porto comercial e cidade da região. A palavra "Qatara" aparece pela primeira vez num mapa do mundo árabe de Ptolomeu.
Em língua portuguesa o uso oscila entre a transcrição internacional Qatar e o aportuguesamento Catar que se pronunciam exatamente da mesma forma, isto é, com tónica na última sílaba — oxítona — e com o "a" aberto na primeira: [kaˈtaɾ] em português europeu e [kaˈtah] ou [kaˈtaɾ] em português brasileiro.
Em árabe padrão o nome قطر‎ é pronunciado [ˈqɑtˤɑr], enquanto que localmente se pronuncia [ɡɪtˤɑr].
Os gentílicos do Catar são catarense e catariano. Existe também a alternativa catari (oxítona), registada no Vocabulário da Academia Brasileira de Letras e no Dicionário Priberam (a par dos anteriores).

## História

### Pré-história e domínio islâmico
A habitação humana do Catar remonta a 50 000 anos. Assentamentos e ferramentas que remontam à Idade da Pedra foram descobertos na península. Artefatos da Mesopotâmia originários do período de al-Ubaid (ca. 6 500–3 800 a.C.) foram descobertos em assentamentos costeiros abandonados.
O Catar era descrito como um famoso centro de criação de cavalos e camelos durante o período do Califado Omíada. No século VIII, a região começou a ser beneficiada por sua posição comercial estratégica no Golfo Pérsico e tornar-se-ia um centro de negociação de pérolas. O desenvolvimento substancial na indústria de pérolas em torno da península do Catar ocorreu durante a era do Califado Abássida. Navios viajando de Baçorá para Índia e China faziam escalas nos portos do Catar durante este período. Peças de porcelana chinesa, moedas da África Ocidental e artefatos de Tailândia foram descobertas no Catar.

### Domínio português
Grande parte da Arábia Oriental era controlada pelos usfuridas em 1253, mas o domínio da região foi conquistado pelo príncipe de Ormuz em 1320. As pérolas do Catar forneciam ao reino uma das suas principais fontes de renda.
Em 1515, Manuel I de Portugal tornou o Reino de Ormuz um Estado vassalo. O Reino de Portugal passou a controlar uma parcela significativa da Arábia Oriental em 1521.
Com a conquista do Bahrein pelos portugueses, a costa árabe até Al Hassa ficou sob o domínio e influência do império português. Em 1550, os habitantes de al-Hasa se colocaram voluntariamente sob domínio do Império Otomano, preferindo-o em relação ao Império Português.
As tentativas dos otomanos de dominar a região foram eliminadas pelos portugueses com a reconquista do castelo de Tarout ou Al Qatif em 1551.
Achados arqueológicos ainda estão sendo escavados em uma das fortalezas portuguesas que serviu de base para dominar a região, chamada Ruwayda. A primeira representação do Catar aparece no mapa português de Luís Lázaro em 1563, mostrando a "cidade do Catar" como uma fortaleza, possivelmente referindo-se ao forte de Ruwayda.
Depois de ter mantido uma presença militar insignificante na área, os otomanos foram expulsos pela tribo Bani Khalid em 1670.

### Domínio otomano e britânico

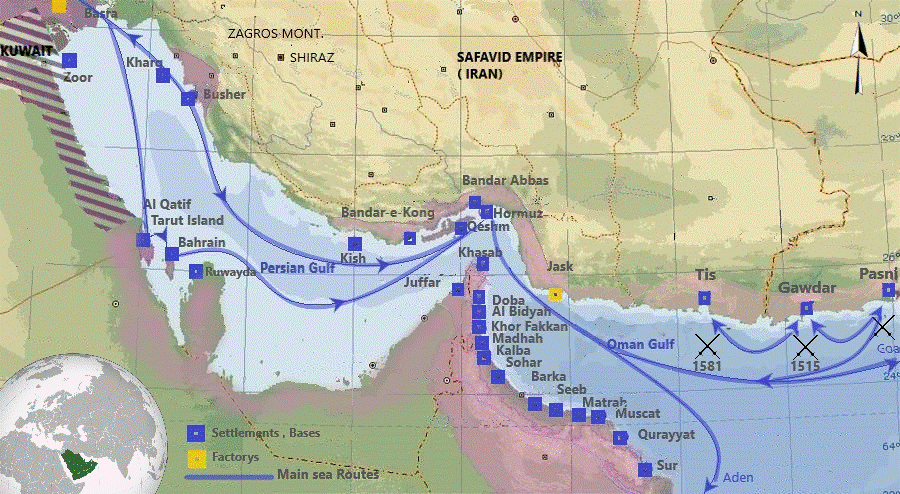
Presença Portuguesa no Golfo Pérsico entre o séc. XVI e XVIII

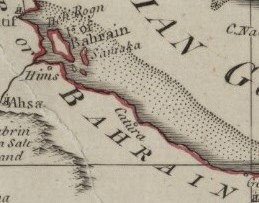
Mapa de 1794 mostrando Catura.

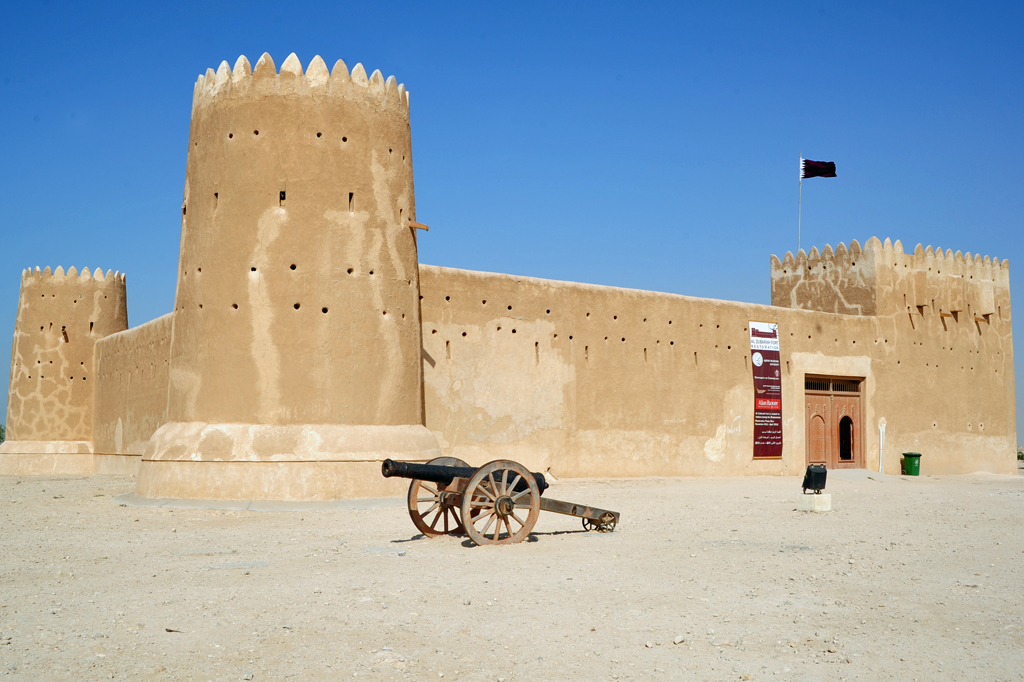
Forte Zubara

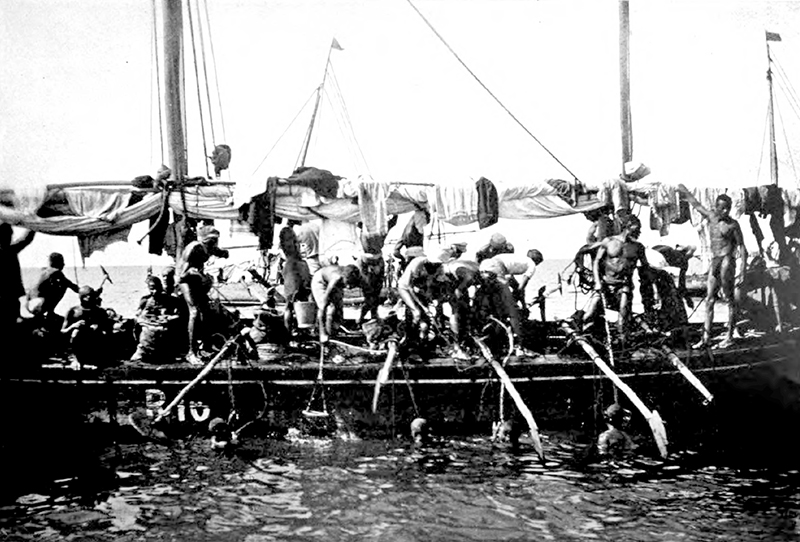
Pescadores de pérolas no Golfo Pérsico no início do século XX

Sob pressão militar e política do governador do otomano Midate Paxá, o governante tribal al-Thani submeteu-se ao domínio otomano em 1871. O governo otomano impôs medidas reformistas (Tanzimat) em matéria de impostos e de registro de terras para integrar plenamente estas áreas ao império. Apesar da desaprovação de tribos locais, al-Thani continuou apoiando o domínio otomano. No entanto, as relações catari-otomanas estagnaram e em 1882 ela sofreu novos retrocessos quando os otomanos se recusaram a ajudar al-Thani em sua expedição para Al Khor, então ocupado por Abu Dhabi. Além disso, os otomanos apoiavam Mohammed bin Abdul Waha, que tentou suplantar al-Thani como o caimacã do Catar em 1888. Isto conduziu al-Thani a se rebelar contra os otomanos, a quem ele acreditava que tentavam usurpar o controle da península. Ele renunciou ao cargo de caimacã e parou de pagar impostos ao império em agosto de 1892.
O Império Otomano caiu em desordem depois de perder batalhas em diferentes frentes no teatro de operações do Oriente Médio da Primeira Guerra Mundial. O Catar também participou da Revolta Árabe contra os otomanos. A revolta foi bem-sucedida e o domínio otomano no país diminuiu ainda mais. O Reino Unido e o Império Otomano reconheceram o xeique Abedalá ibne Jassim Atani e o direito de seus sucessores de governar sobre toda a Península do Catar. Os otomanos renunciaram a todos os seus direitos sobre a região e, após a eclosão da Primeira Guerra Mundial, al-Thani (que era pró-britânico) obrigou-os a abandonar Doha em 1915.
Como resultado da divisão do Império Otomano, o Catar tornou-se um protetorado britânico em 3 de novembro de 1916. Nesse dia, o Reino Unido assinou um tratado com onde o xeique al-Thani concordava em não criar quaisquer relações com qualquer outra potência sem o consentimento prévio do governo britânico. Em troca, o Império Britânico garantiria a proteção do Catar de toda a agressão por mar. Em 5 de maio de 1935, al-Thani assinou outro tratado com o governo britânico que concedeu a proteção do Catar contra ameaças internas e externas. As reservas de petróleo foram descobertas pela primeira vez em 1939. No entanto, a exploração foi adiada pela Segunda Guerra Mundial.
A esfera de influência dos britânicos começou a diminuir após a Segunda Guerra Mundial, particularmente após a independência da Índia e do Paquistão, em 1947. Na década de 1950, o petróleo começou a substituir as pérolas e a pesca como a principal fonte de receita do Catar. Os lucros do petróleo começaram a financiar a expansão e a modernização da infraestrutura local. A pressão para uma retirada britânica dos emirados árabes no Golfo Pérsico aumentaram durante os anos 1950. Quando o Reino Unido anunciou oficialmente, em 1968, que em três anos deixaria de controlar politicamente o Golfo Pérsico, o Catar juntou-se ao Bahrein e sete outros Estados em uma federação. Disputas regionais, no entanto, rapidamente compeliram o país a declarar a independência da coalizão, que acabaria por evoluir para os Emirados Árabes Unidos.

### Independência

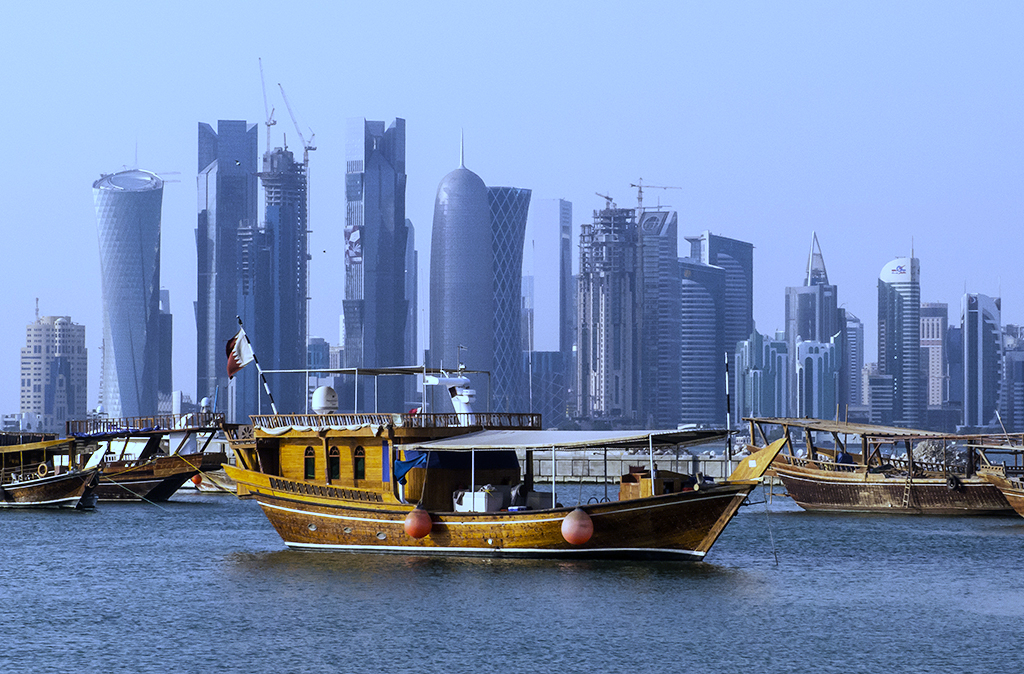
Tradicionais dhows com os arranha-céus de Doha ao fundo

Em 3 de setembro de 1971, o Catar conquistou oficialmente a sua independência do Reino Unido e se tornou um Estado soberano. O governo então decidiu voltar ao realizar o abastecimento de armas para os franceses; essa ligação seria reforçada ao longo do tempo e os franceses se tornariam seu maior fornecedor no novo milênio. Em 1972, o califa bin Hamad al-Thani tomou o poder em um golpe palaciano durante um período de discórdia na família governante. Em 1974, a Qatar Geral Petroleum Corporation assumiu o controle de todas as operações de petróleo no país e o Catar rapidamente cresceu em riqueza. O depósito de gás natural do Campo Norte, então a maior do mundo, foi descoberto por volta de 1976 e o país foi um dos primeiros a ter embarcações de gás natural liquefeito.
Em 1991, o Catar desempenhou um papel significativo na Guerra do Golfo, particularmente durante a batalha de Khafji na qual os tanques do país prestaram apoio para unidades da Guarda Nacional da Arábia Saudita, que estava enfrentando o exército iraquiano. O Catar permitiu que tropas do Canadá, que eram parte da coalizão internacional, usassem o país como uma base aérea e também permitiu que forças aéreas dos Estados Unidos e da França operassem em seus territórios.

## Geografia

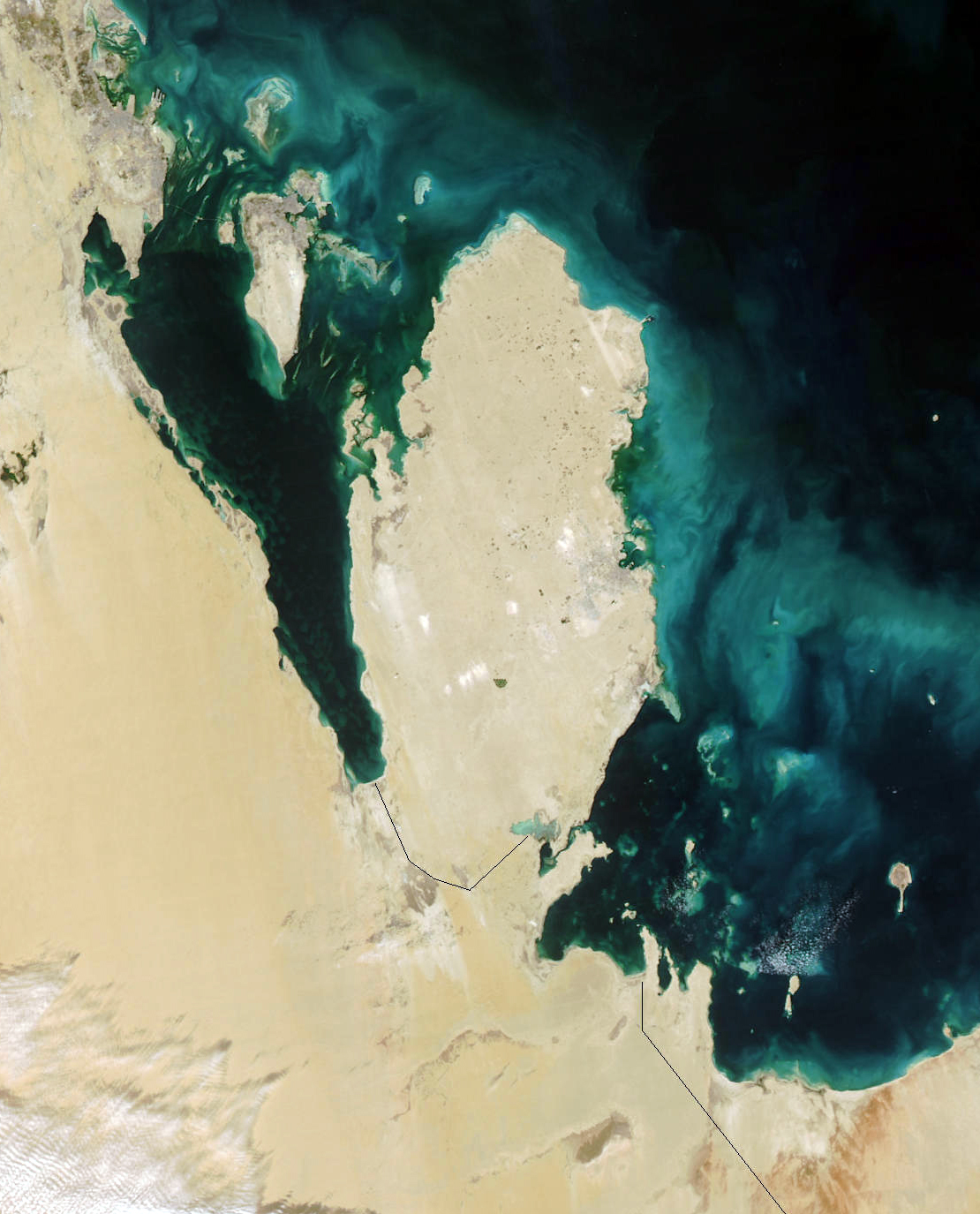
Imagem de satélite da península do Catar

A península do Catar se projeta por 160 km no Golfo Pérsico, ao norte da Arábia Saudita. Encontra-se entre as latitudes 24° e 27°N e longitudes 50° e 52°E. A maioria do país é composta por uma planície árida baixa e coberta de areia. A sudeste encontra-se o Khor al Adaid ("mar interior"), uma área de dunas de areia que cercam uma entrada do Golfo. Há invernos amenos e verões muito quentes e úmidos.
O ponto mais alto no Catar é Qurayn Abu al Bawl, com 103 m de altura. No Jebel Dukhan, a oeste, há uma série de afloramentos baixos de calcário no sentido norte-sul a partir Zikrit, através de Umm Bab. A área de Jebel Dukhan também contém as principais jazidas terrestres de petróleo do país, enquanto os campos de gás natural se encontram no mar, a noroeste da península.

### Biodiversidade e meio ambiente
O Catar assinou a Convenção sobre Diversidade Biológica, em 11 de junho de 1992, e tornou-se parte da Convenção em 21 de agosto de 1996. O país posteriormente produziu um Plano Nacional de Estratégia para a Biodiversidade e Ação, que foi recebido pela convenção sobre 18 de maio de 2005. Um total de 142 espécies de fungos foram registrados no Catar. Um livro recentemente produzido pelo Ministério do Meio Ambiente documenta os lagartos conhecidos do Catar, com base em pesquisas realizadas por uma equipe internacional de cientistas e outros colaboradores.
Por duas décadas, o Catar teve as mais altas emissões de dióxido de carbono per capita do mundo, com 49,1 toneladas por pessoa em 2008. Os residentes do país são também alguns dos maiores consumidores de água per capita, utilizando cerca de 400 litros por dia.
Em 2008, o país lançou sua Visão Nacional 2030, que destaca o desenvolvimento ambiental como um dos quatro objetivos principais do Catar durante as próximas duas décadas. A Visão Nacional se compromete a desenvolver alternativas sustentáveis para energia à base de petróleo para preservar o meio ambiente local e global.

## Demografia

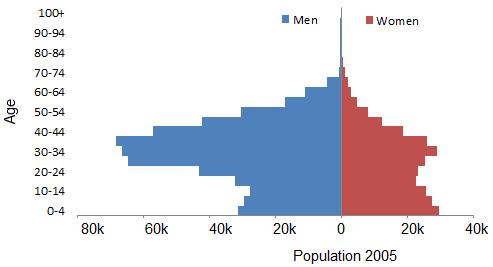
Pirâmide etária do Catar

A população do Catar varia consideravelmente dependendo da época, uma vez que o país depende fortemente de trabalho migrante. Em 2020, a população total do Qatar era de 2,8 milhões, dos quais 313 000 eram cidadãos do Catar (12%) e 2,3 milhões eram estrangeiros. Os estrangeiros não árabes constituem a grande maioria da população de Qatar; os indianos são a maior comunidade, em número de 545 000 em 2013, seguido por 341 000 nepaleses, 185 000 filipinos, 137 000 bengalis, 100 000 cingaleses e 90 000 paquistaneses entre muitas outras nacionalidades.
Os primeiros registros demográficos do Catar datam de 1892 e foram conduzidos pelos governadores otomanos da região. Com base neste censo, que inclui apenas os residentes das cidades, a população total em 1892 era de 9 830.
O censo de 2010 registrou uma população total de 1 699 435. Em janeiro de 2013, a Autoridade de Estatísticas do Catar estimou a população do país em 1 903 447, dos quais 1 405 164 eram homens e 498 283 mulheres. Na época do primeiro censo, realizado em 1970, a população era de 111 133 habitantes. A população triplicou na década de 2000, a partir de pouco mais de 600 000 pessoas em 2001, deixando os nativos do Qatar como menos do que 15% da população total. O afluxo de trabalhadores do sexo masculino desequilibrou a quantidade de homens e mulheres na região, fazendo com que, atualmente, apenas um quarto da população seja composta por mulheres.
As projeções divulgadas pelo governo indicam que a população total do país poderia chegar a 2,8 milhões até 2020. A Estratégia de Desenvolvimento Nacional do Catar (2011–2016) tinha estimado que a população do país chegaria a 1,78 milhão em 2013, 1,81 m em 2014, 1,84 milhão em 2015 e 1,86 milhão em 2016, sendo a taxa de crescimento anual de apenas 2,1%. Mas a população do país subiu para 1,83 milhões até o final de 2012, mostrando um crescimento de 7,5% sobre o ano anterior. A população total do Catar bateu um recorde de 2,46 milhões em novembro de 2015, um aumento de 8,5% em relação ao ano anterior, excedendo em muito as projeções oficiais.

### Religião
Religião no Catar (2010)
O islã sunita é a religião predominante e oficial do Catar. A maioria dos cidadãos pertencem ao movimento salafista do islã sunita, com cerca de 5% de seguidores do islã xiita. De acordo o censo de 2004, 71,5% da população são muçulmanos sunitas e cerca de 5% são muçulmanos xiitas, 8,5% são estrangeiros cristãos e 10% são "outras" religiões estrangeiras. A lei xaria é a principal fonte da legislação do Catar de acordo com a Constituição.
Em 2010, a afiliação religiosa no país foi estimada pelo Pew Research Center como 67,7% de muçulmanos, 13,8% de cristãos, 13,8% hindus e 3,1% budistas. Outras religiões e pessoas sem afiliação religiosa representaram os restantes 1,6%.
A população cristã é composta quase inteiramente por estrangeiros; um estudo de 2015 estima que cerca de 200 muçulmanos foram convertidos ao cristianismo. Desde 2008, os cristãos foram autorizados a construir igrejas em terrenos doados pelo governo, mas a atividade missionária estrangeira é desencorajada oficialmente. As igrejas ativas incluem Mar Thoma, Igreja Ortodoxa Siríaca Malankara, Igreja Católica de Nossa Senhora do Rosário e a Igreja Anglicana da Epifania.
Há também duas congregações, chamadas alas, de A Igreja de Jesus Cristo dos Santos dos Últimos Dias. Apesar de serem uma parcela significativa da população, hindus e budistas não tem um lugar oficial de culto.

### Idiomas
O árabe é a língua oficial do Catar, sendo que o árabe qatari é o dialeto local. A Língua de Sinais do Catar é a língua da comunidade surda. O inglês é comumente usada como uma segunda língua e é uma língua franca ascensão, especialmente no comércio, mas medidas estão sendo tomadas para tentar preservar o árabe da invasão anglófona. O inglês é particularmente útil para a comunicação no Catar para comunicação com a grande comunidade de expatriados. Em 2012, a Catar entrou para Organização Internacional da Francofonia como um membro associado, justificando a sua inscrição pelo consequente número de falantes de francês no país (10% da população do Catar seria francófona). Como reflexo da composição multicultural do país, muitas outras línguas também são faladas, como balúchi, hindi, malaiala, urdu, pachto, tâmil, telugo, nepali, cingalês, bengali e tagalog.

## Governo e política

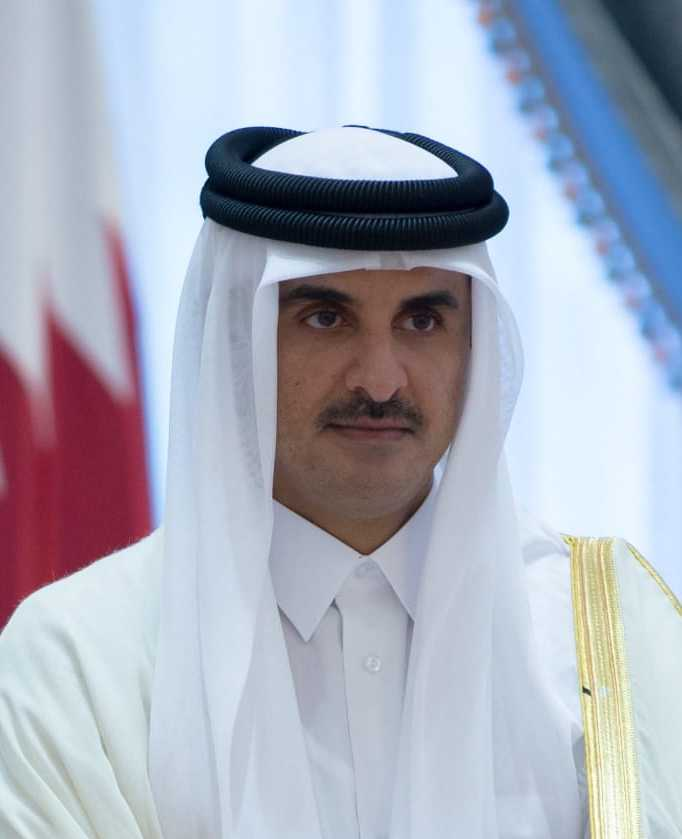
Tamim bin Hamad al-Thani, atual Emir do Catar

Sob a liderança da família Al Thani, cuja origem pode ser rastreada até a tribo Banu Tamim, o Catar têm sido governado desde que a Casa de Thani foi estabelecida, em 1825. Não há legislatura independente, e os partidos políticos são proibidos. As eleições parlamentares, que foram originalmente prometidas para 2005, acabaram adiadas indefinidamente.
O oitavo Emir do Qatar é Tamim bin Hamad al-Thani, cujo pai Hamad bin Khalifa Al Thani entregou o poder a ele em 25 junho de 2013. O chanceler supremo possui o poder exclusivo de nomear e destituir o primeiro-ministro e ministros, que, juntos, compõem o Conselho de Ministros, que é a autoridade executiva suprema no país. O Conselho de Ministros também inicia a legislação. As leis e decretos propostas pelo Conselho de Ministros, são encaminhadas ao Conselho Consultivo (Majlis al-Shura) para discussões, sendo posteriormente submetidas ao Emir para ratificação.
A Assembleia Consultiva, ou Majlis al-Shura, tem autoridade legislativa limitada para elaborar e aprovar leis, mas o Emir possui a palavra final em todas as questões. Nenhuma eleição legislativa tem sido realizada desde 1970, quando ocorreram eleições parciais para o corpo. As eleições para o Majlis al-Shura foram anunciadas, e depois adiadas por diversas vezes. Em 2011, o sétimo Emir anunciou que as eleições para o conselho seriam realizadas no segundo semestre de 2013.
Em 2003, o Catar adotou uma nova constituição, que previa a eleição direta de 30 dos 45 membros do Conselho Consultivo. Desde 2012, o conselho é composto inteiramente por membros nomeados pelo Emir. Os 29 membros eleitos do Conselho Central Municipal (CMC) têm autoridade consultiva limitada, destinada a melhorar os serviços municipais. O CMC faz recomendações ao Ministério dos Negócios Municipais e Agricultura. As discordâncias entre o CMC e o Ministério podem ser levadas ao Conselho de Ministros para resolução. As eleições municipais estão marcadas para cada quatro anos. As eleições mais recentes para o Conselho ocorreram em maio de 2011. Antes de 1999, os membros do CMC eram nomeados pelo governo.

### Charia
A charia é a principal fonte da legislação do país de acordo com a Constituição do Qatar. Na prática, o sistema legal é uma mistura do direito civil e do direito islâmico. A lei charia é aplicada em casos relativos ao direito de família, herança e vários atos criminosos (como adultério, roubo e assassinato). Em alguns casos tribunais de família com base na charia consideram que o testemunho de uma mulher vale metade do de um homem, ou nem sequer o aceitam. O direito de família codificado foi introduzido em 2006. A poligamia islâmica é permitida no país para os homens.

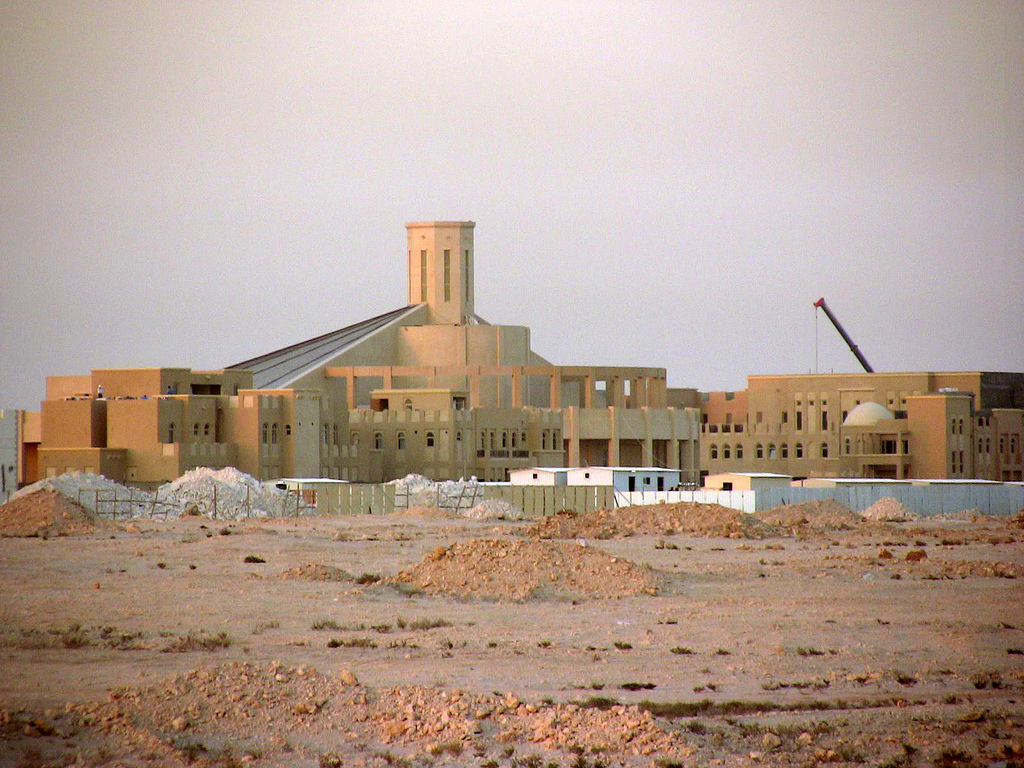
A primeira Igreja Católica do país não pôde colocar símbolos cristãos no exterior do edifício

A flagelação é usada no país como um castigo para o consumo de álcool ou para relações sexuais ilícitas. O artigo 88 do código penal do Catar declara a punição que o adultério é punido com cem chicotadas. [94] Em 2006, uma mulher filipina foi condenado a 100 chibatadas por adultério. Em 2010, pelo menos 18 pessoas (na sua maioria estrangeiros) foram condenados a flagelação (entre 40 e 100 chibatadas) por infrações relacionadas com "relações sexuais ilícitas" ou consumo de álcool. Em 2011, pelo menos 21 pessoas (também na maior parte estrangeiros) foram condenadas a flagelação (30 e 100 chibatadas) por infrações relacionadas aos mesmos crimes. Em 2012, seis estrangeiros foram sentenciados ao açoitamentos de 40 ou 100 chibatadas. Apenas muçulmanos considerados clinicamente aptos são susceptíveis a tais sentenças. Não se sabe se as sentenças chegaram a ser implementadas aos condenados. Em abril de 2013, um expatriado muçulmano foi condenado a 40 chicotadas por consumo de álcool. Em junho de 2014, um expatriado muçulmano também foi condenado a 40 chibatadas por consumo de álcool e por dirigir embriagado. A punição corporal judicial é comum no Qatar devido ao hanbalismo.
A lapidação também é uma punição legal no Catar. A apostasia é um crime punível com a pena de morte no Catar. A blasfêmia é punida com até sete anos de prisão, enquanto que proselitismo de qualquer outra religião que não o Islão pode ser punido com até 10 anos de prisão. Relações homossexuais também são punidas com a pena de morte.
O consumo de álcool é parcialmente legal no Catar; alguns hotéis de luxo de cinco estrelas estão autorizados a vender álcool para os seus clientes não muçulmanos. Os muçulmanos não estão autorizados a consumir álcool no Catar e os que forem pegos durante tal ato estão susceptíveis a flagelação ou deportação. Expatriados não muçulmanos podem obter uma autorização para comprar álcool para consumo pessoal. A empresa de distribuição do Catar (uma subsidiária da Qatar Airways) está autorizada a importar álcool e carne de porco. Ela opera a primeira e única loja de bebidas no país, que também vende carne de porco aos que detém licenças de bebidas. O governo local também tem demonstrado disposição a permitir o álcool nas "fan zones" durante a Copa do Mundo FIFA de 2022.
Até recentemente, os restaurantes na Pearl-Qatar (uma ilha artificial perto de Doha) eram autorizados a servir bebidas alcoólicas. Em dezembro de 2011, no entanto, restaurantes do local foram orientados a parar de vender bebidas alcoólicas. Nenhuma explicação foi dada para a proibição. A especulação sobre a razão inclui o desejo do governo de projetar uma imagem mais piedosa antes da primeira eleição do país de um órgão consultivo real e de rumores de uma disputa financeira entre o governo e os desenvolvedores do resort.
Em 2014, o Catar lançou uma campanha para lembrar os turistas do código de vestimenta modesta. As turistas mulheres são aconselhadas a não usar leggings, minissaias, vestidos sem mangas e roupas curtas ou apertadas em público. Os homens são desaconselhados a vestir apenas bermudas e camisolas interiores.

### Direitos humanos
De acordo com o Departamento de Estado dos Estados Unidos, trabalhadores expatriados de países de toda a Ásia e de partes da África migram voluntariamente para o Catar como mão de obra pouco qualificada ou como empregados domésticos, mas alguns chegam posteriormente a condições de servidão involuntária. Entre algumas das violações mais comuns dos direitos trabalhistas no país estão espancamentos, retenção de pagamento, cobrança de trabalhadores de benefícios pelos quais o empregador é responsável, restrições à liberdade de movimento (tais como o confisco de passaportes, de documentos de viagem, ou da autorização de saída), detenção arbitrária, ameaças de ações legais e agressão sexual. Muitos trabalhadores migrantes que chegam para trabalhar no Catar pagam taxas exorbitantes para recrutadores em seus países de origem.

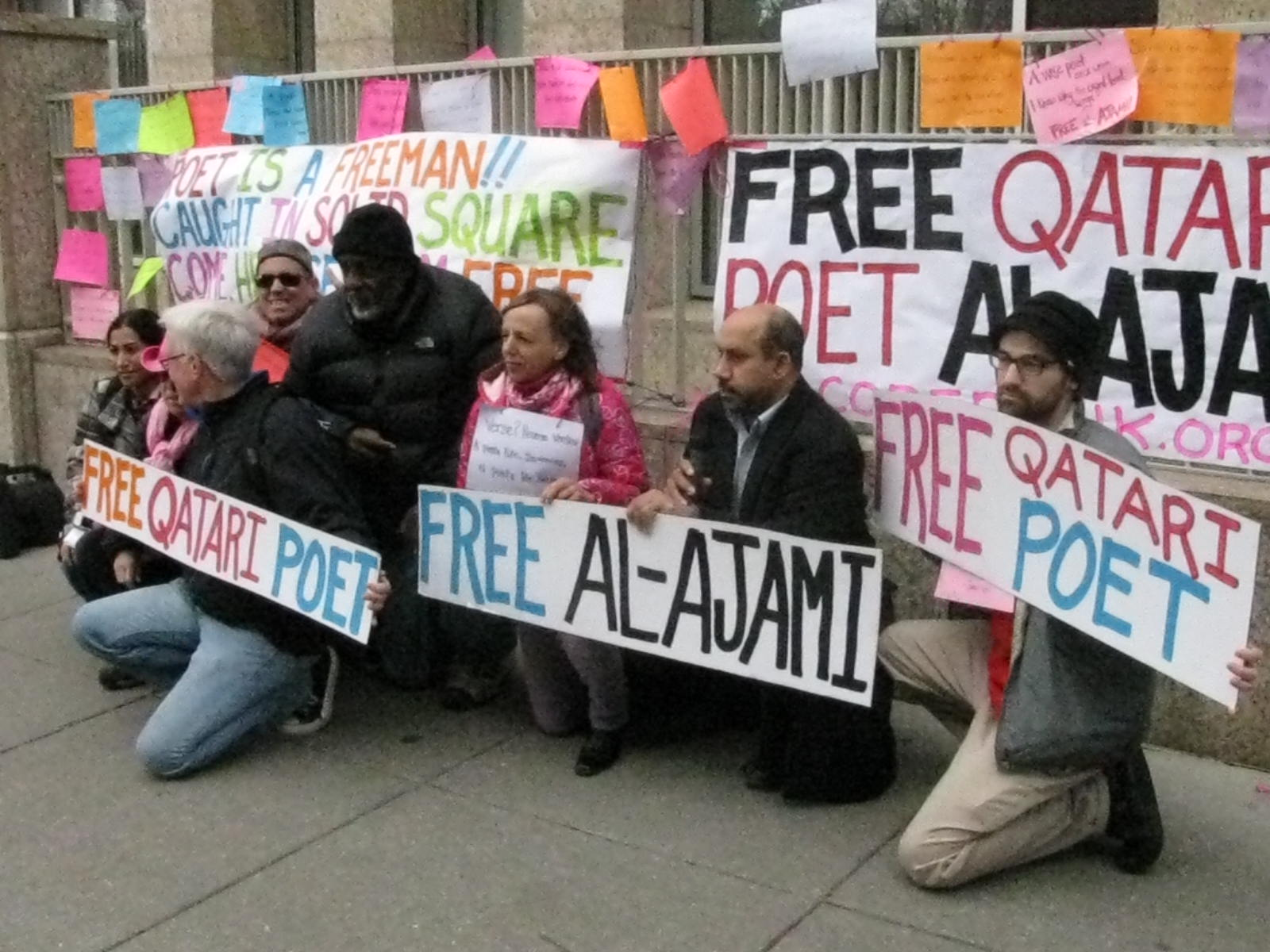
Manifestação de apoio ao poeta Mohammed al-Ajami em frente a embaixada do Catar em Washington, D.C.

Em 2014, algumas disposições do Código Penal do país permitiam que punições como a flagelação e a lapidação fossem impostas como sanções penais. O Comitê da ONU contra a Tortura constatou que estas práticas constituem uma violação das obrigações impostas pela Convenção das Nações Unidas contra a Tortura. O Catar aplica a pena de morte, principalmente para "ameaças contra a segurança nacional". O uso da pena de morte é raro e nenhuma execução estatal acontece no país desde 2003.
De acordo com as disposições legais do sistema de "patrocinadores de mão de obra estrangeira" do país, os empregadores têm o poder unilateral de cancelar as autorizações de residência dos seus trabalhadores, de lhes negar a possibilidade de mudar de emprego, de relatar um trabalhador como "foragido" para as autoridades policiais e de negar a permissão para que eles deixem o país. Como resultado, os patrões podem restringir os movimentos de seus empregados, que podem ter medo de denunciar abusos ou de reivindicar os seus direitos. De acordo com a Confederação Sindical Internacional, o sistema permite a imposição de trabalho forçado, o que faz com que seja difícil para um trabalhador migrante deixar um empregador abusivo ou viajar para o exterior sem permissão. O Catar também não mantém padrões salariais para seus trabalhadores imigrantes. O governo do país encomendou um relatório sobre o sistema de trabalho imigrante para o escritório internacional de advocacia DLA Piper. Em maio 2014, o DLA Piper fez mais de 60 recomendações para reformar o sistema trabalhista local, incluindo a abolição de vistos de saída e a introdução de um salário-mínimo, o que o Catar se comprometeu a implementar.
Em maio de 2012, as autoridades do país declararam sua intenção de permitir o estabelecimento de um sindicato independente. O governo também anunciou que iria suspender seu sistema de kafala, que exige que todos os trabalhadores estrangeiros sejam patrocinados por empregadores locais. Outras alterações às leis laborais incluíam uma disposição garantindo que os salários de todos os trabalhadores sejam pagos diretamente em suas contas bancárias e de novas restrições ao trabalhar ao ar livre nas horas mais quentes durante o verão. O novo projeto de lei anunciado no início de 2015 determina que as empresas que não pagarem os salários dos seus trabalhadores podem perder temporariamente a sua capacidade de contratar mais funcionários.
Em outubro 2015, o Emir do Qatar assinou a lei com as novas reformas do sistema de patrocínio do país (o sistema kafala), sendo que a nova legislação iria entrar em vigor no prazo de um ano. Os críticos afirmam que as mudanças podem não conseguir resolver algumas questões relativas aos direitos dos trabalhadores. Na prática, a situação mantém-se e volta a ser notícia por ocasião dos preparativos para o Campeonato Mundial de Futebol de 2022. De acordo com fontes governamentais dos países envolvidos — Índia, Bangladexe, Nepal e Seri Lanca — houve 5 927 mortes de trabalhadores migrantes no período 2011–2020. Separadamente, dados da embaixada do Paquistão no Catar relataram mais 824 mortes de trabalhadores paquistaneses, entre 2010 e 2020. Contudo, o número total de mortos é significativamente maior, pois esses números não incluem mortos de vários países que enviam um grande número de trabalhadores para o Catar, incluindo Filipinas e Quénia. Óbitos ocorridos nos últimos meses de 2020 também não estão incluídos.
Em Novembro de 2021 uma equipa de reportagem norueguesa que investigava as condições dos trabalhadores migrantes no Catar foi presa e detida por 36 horas quando tentavam deixar o país. Todas as gravações de imagem e som que fizeram foram apagadas pela polícia. Uma reportagem da SIC também sobre os bastidores do Mundial de Futebol que ali se vai desenrolar, confirmou as violações de direitos humanos e as condições revoltantes de exploração e de desproteção dos trabalhadores migrantes. Um aspecto revelado pela reportagem da SIC é que as remunerações dos trabalhadores estão dependentes de critérios racistas e xenófobos, variando consoante a nacionalidade e a cor da pele do trabalhador em questão.

### Relações internacionais

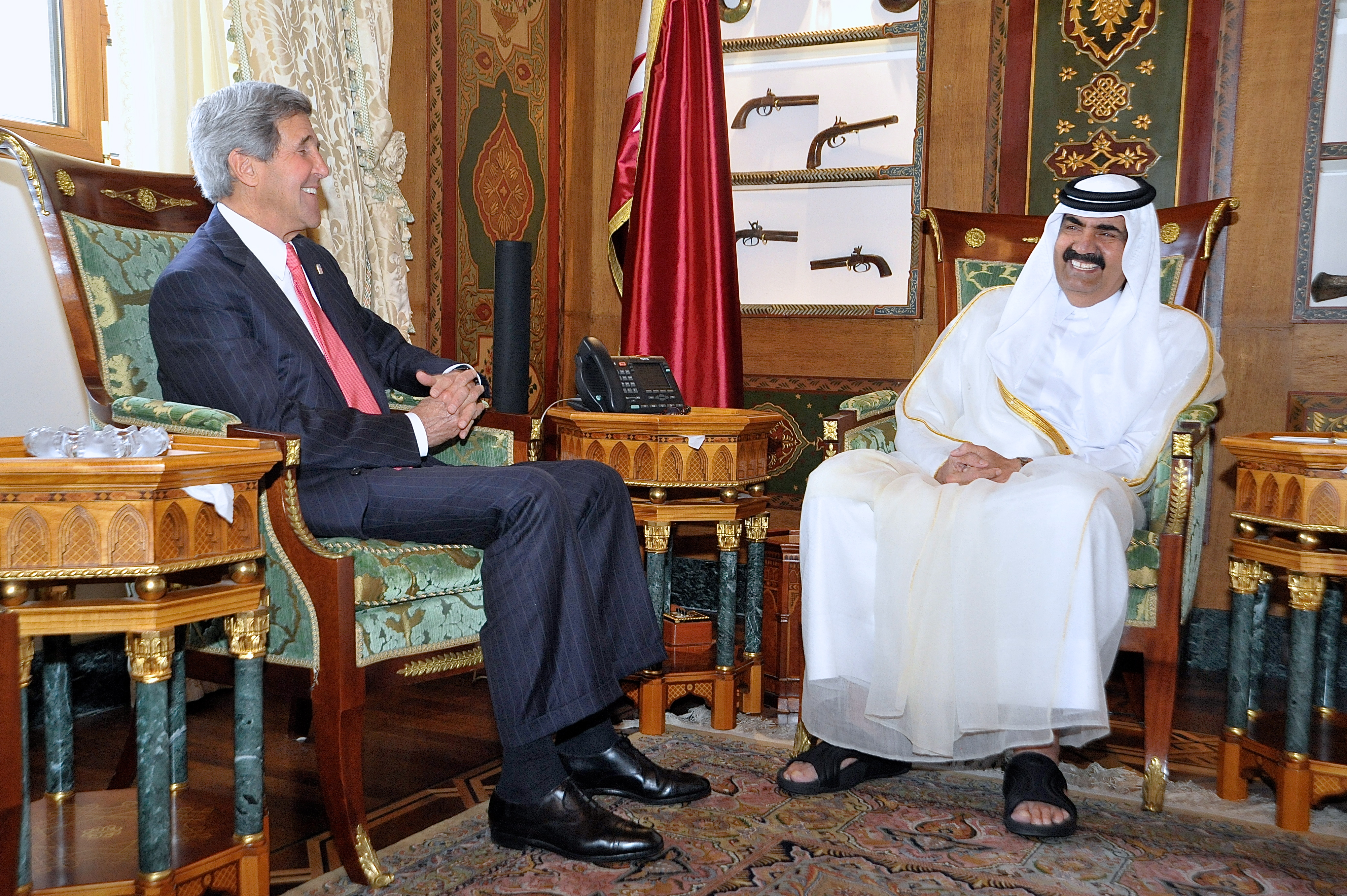
O ex-emir Hamad bin Khalifa Al Thani e o secretário de Estado dos Estados Unidos, John Kerry, em 2013.

Como um pequeno país com grandes vizinhos, o governo do Catar tenta projetar influência e proteger seu Estado e dinastia reinante. A história de alianças do Catar explica a sua base da sua política. Entre 1760 e 1971, o Catar procurou proteção formal de grandes potências transitórias, como os otomanos, britânicos, do Bahrein, dos árabes e dos wahabitas da Arábia Saudita. A influência internacional crescente do Catar e o papel ativo do país em assuntos internacionais fez com que alguns analistas o identificassem como uma potência média. O Catar foi um dos primeiros membros da Organização dos Países Exportadores de Petróleo (OPEP) e um dos membros fundadores do Conselho de Cooperação do Golfo (GCC). É também um membro da Liga Árabe. O país não aceitou a competência obrigatória da Corte Internacional de Justiça.
O Catar também tem relações bilaterais com várias potências estrangeiras. O país hospeda a Base Aérea Al Udeid, uma base militar conjunta entre Estados Unidos e Reino Unido, que atua como o hub para todas as operações aéreas norte-americanas e britânicas no Golfo Pérsico. Isso tem permitido forças estadunidenses e britânicas usem a base aérea para enviar suprimentos para o Iraque e o Afeganistão. Apesar de acolher esta instalação militar estratégica, o país não é sempre um forte aliado do Ocidente. O Catar permitiu que o Taleban afegão criasse um cargo político no interior do país e tem laços estreitos com o Irã, incluindo um campo de gás natural compartilhado. De acordo com documentos que vazaram e que foram publicados no The New York Times, os esforços de combate ao terrorismo islâmico do Catar eram os "piores na região". De acordo com os documentos, o serviço de segurança do Catar foi "hesitante em agir contra terroristas conhecidos devido a preocupação de parecer estar alinhado com os Estados Unidos e de provocar represálias".
O Catar tem relações mistas com os seus vizinhos na região do Golfo Pérsico. O país assinou um acordo de cooperação de defesa com a Arábia Saudita, com quem partilha o maior campo de gás único do mundo. Também foi a segunda nação, sendo o primeiro a França, a ter anunciado publicamente o seu reconhecimento do Conselho Nacional de Transição da oposição da Líbia como o governo legítimo do país em meio à Guerra Civil Líbia.

### Forças armadas
As Forças Armadas do Catar são as forças militares do país. O país mantém uma força militar modesta de cerca de 11 800 homens, incluindo um exército (8 500), marinha (1 800) e da força aérea (1 500). Os gastos com a defesa do Catar responderam por aproximadamente 4,2% do produto interno bruto do país em 1993. O Catar assinou recentemente pactos de defesa com os Estados Unidos e Reino Unido, bem como com a França, no início de 1994. O país desempenha um papel ativo nos esforços de defesa coletiva dos Conselho de Cooperação do Golfo; os outros cinco membros são Arábia Saudita, Kuwait, Bahrein, Emirados Árabes Unidos e Omã. A presença de uma grande base aérea do Catar, operado pelos Estados Unidos e por vários outros países da ONU, fornece uma fonte garantida de defesa e de segurança nacional. Em 2008, o Catar gastou 2,355 bilhões de dólares em gastos militares, ou 2,3% do PIB. As forças especiais do Qatar foram treinadas pela França e por outros países ocidentais e acredita-se que possuam uma habilidade considerável. Elas também ajudaram a rebeldes líbios durante a Segunda batalha de Trípoli em 2011.

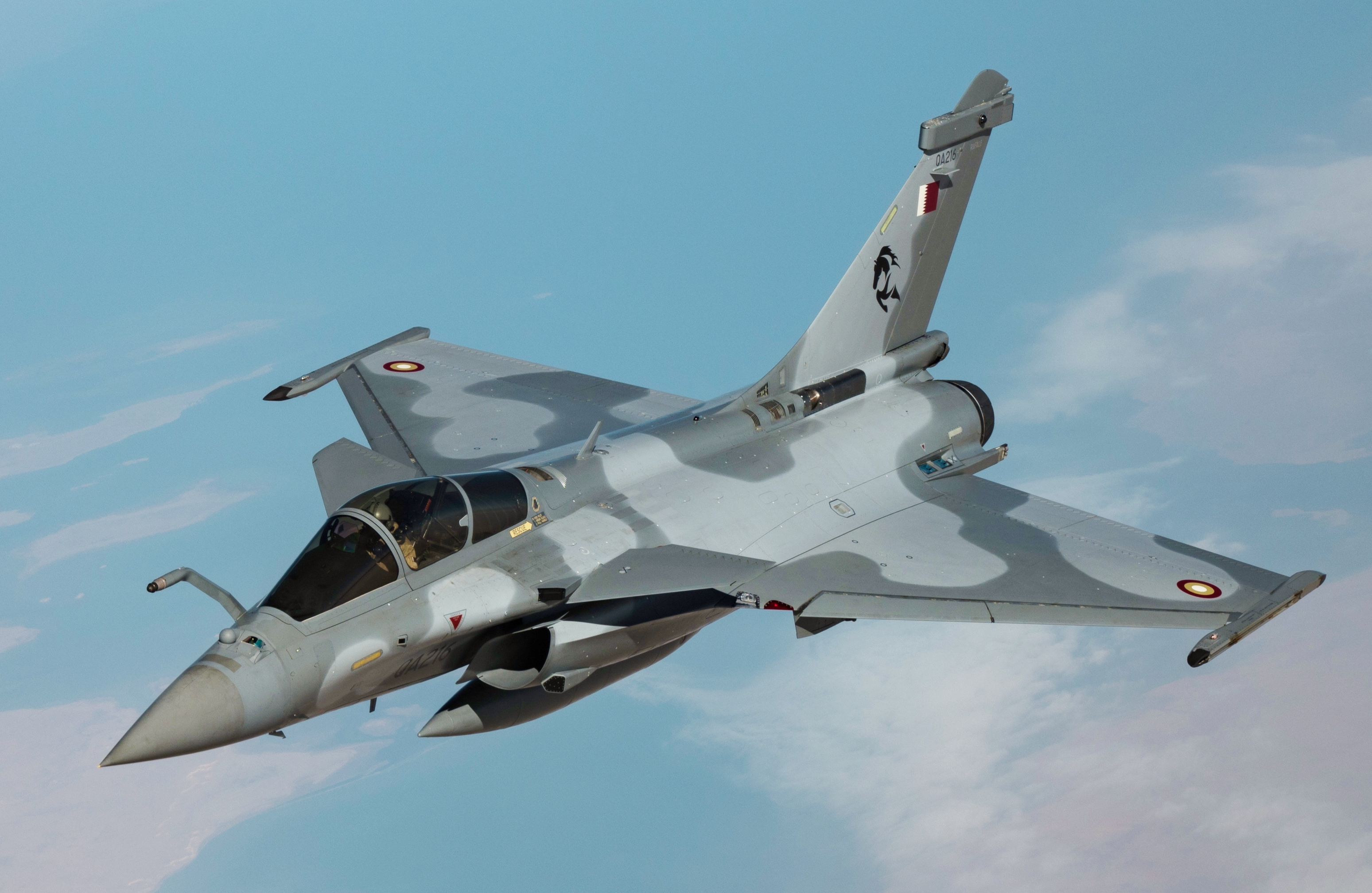
Caça Dassault Rafale, de fabricação francesa, da Força Aérea do Catar

O Stockholm International Peace Research Institute (SIPRI), constatou que entre 2010 e 2014, o Catar foi o 46º maior importador de armas do mundo. No entanto, o SIPRI descreve a aceleração dos planos do país para transformar e ampliar significativamente as suas forças armadas. Encomendas feitas em 2013 incluíram 62 tanques e 24 canhões autopropulsados da Alemanha, foram seguidas em 2014 por uma série de outros contratos, como 24 helicópteros de combate e três aeronaves AEW dos Estados Unidos, além de dois aviões-tanque da Espanha.

## Subdivisões

Subdivisões do Catar a partir de 2014

Desde 2014, o Catar está dividido em oito municípios (em árabe: baladias).
1. Al Shamal
2. Al Khor
3. Al-Shahaniya
4. Umm Salal
5. Al Daayen
6. Ad-Dawhah
7. Al Rayyan
8. Al Wakrah

Para fins estatísticos, os municípios são subdivididos em 98 zonas (desde 2015), que por sua vez são subdivididas em blocos.

## Economia
O Catar tem experimentado um rápido crescimento econômico ao longo dos últimos anos graças aos elevados preços do petróleo e em 2008 publicou seu oitavo superávit orçamentário consecutivo. A política econômica é focada no desenvolvimento não associado às reservas de gás natural e em aumentar o investimento privado e estrangeiro em setores não energéticos, mas o petróleo e o gás ainda representam mais de 50% do PIB do país, cerca de 85% das receitas de exportação e 70% das receitas do governo.
O petróleo e o gás deixaram o país com a segunda maior renda per capita — a seguir ao Liechtenstein — e com um dos mais rápidos crescimentos econômicos do mundo. As reservas descobertas de petróleo, estimadas em 15 bilhões * de barris (2,4 km³), deverá permitir a continuação da produção nos níveis atuais por mais 37 anos. As reservas descobertas de gás natural do Catar são de cerca de 26 trilhões de metros cúbicos, cerca de 14% das reservas totais do mundo e a terceira maior reserva do planeta.
Antes da descoberta do petróleo, a economia da região do Catar era centrada na pesca e na extração de pérolas. Após a introdução da pérola japonesa cultivada no mercado mundial em 1920 e 1930, a indústria de pérolas do Catar entrou em declínio. No entanto, a descoberta de petróleo, no início dos anos 1940, transformou completamente a economia do Estado. Agora, o país tem um alto padrão de vida, com muitos serviços sociais oferecidos aos seus cidadãos e todas as comodidades de qualquer Estado moderno.
O rendimento nacional do Catar deriva principalmente das exportações de petróleo e gás natural. O país tem vastas reservas de petróleo, enquanto as reservas de gás da gigante do Campo Norte, que fica na fronteira com o Irã e é quase tão grande quanto a própria península onde se localiza o país, são estimados entre 2 300 km³ e 23 000 km³ (que equivale a cerca de 80 milhões de barris [13 milhões m³] de petróleo. O Catar é muitas vezes referido como a Arábia Saudita do gás natural. A riqueza e o padrão de vida do Catar se comparam com os dos Estados da Europa Ocidental, tendo o país o maior PIB per capita no mundo árabe de acordo com o Fundo Monetário Internacional (2006) e o maior PIB per capita (com base na paridade do poder de compra) no mundo segundo o CIA World Factbook. Com nenhum imposto de renda, Catar, juntamente com o Bahrein, é um dos países com as menores taxas de impostos do mundo.
Enquanto o petróleo e o gás permanecerão, provavelmente por algum tempo ainda, como sendo a espinha dorsal da economia do Catar, o país pretende estimular o setor privado e desenvolver uma "economia baseada no conhecimento". Em 2004, o governo estabeleceu o "Parque Científico e Tecnológico do Catar" para atrair e manter empresas de base tecnológica e empresários do exterior no Catar. O país também criou a "Cidade da Educação", que consiste em campi de universidades internacionais. Para os 15º Jogos Asiáticos em Doha, foi construída a "Cidade dos Esportes de Doha", que consiste no estádio Khalifa, no ASPIRE Dome, centros aquáticos, centros de exposições e de muitos outros esportes e centros de edifícios relacionados. Após o sucesso dos Jogos Asiáticos, Doha foi postulante a candidata para os Jogos Olímpicos de Verão de 2016, mas foi eliminada em agosto de 2008. Catar também planos para construir uma "cidade do entretenimento" no futuro.

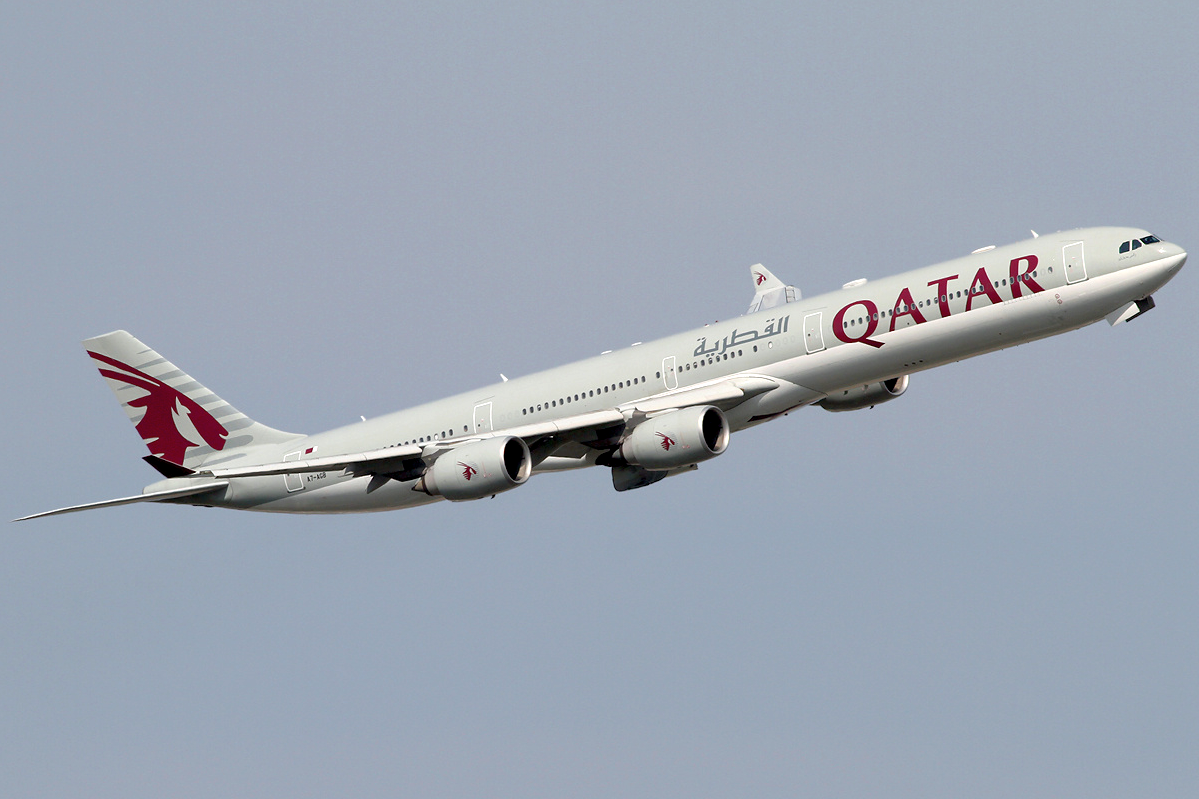
A340 da Qatar Airways. A empresa conecta mais 100 lugares ao redor do mundo ao seu hub, em Doha

O Catar pretende se tornar um modelo em transformação econômica e social na região. O investimento em larga escala em todos os setores sociais e econômicos também levam ao desenvolvimento de um mercado financeiro forte. O "Centro Financeiro do Catar" (CRC) oferece às instituições financeiras com os serviços de classe mundial em investimento, margem e empréstimos sem juros, e apoio ao capital. Estas plataformas estão situadas em uma economia baseada no desenvolvimento de seus recursos de hidrocarbonetos, mais especificamente a sua exportação de petróleo. Ela foi criada com uma perspectiva de longo prazo para apoiar o desenvolvimento do Catar e da região, desenvolvendo os mercados locais e regionais e reforçando os laços entre as economias baseadas em energia e entre os mercados financeiros globais.
Além do Catar em si, que precisa levantar capital para financiar projetos de mais de US$ 130 bilhões, o CRC também oferece um canal para as instituições financeiras para o acesso de quase US$ um trilhão * de investimentos que se estendem ao longo do GCC (Conselho de Cooperação dos Estados Árabes do Golfo) como um todo durante a próxima década.

## Infraestrutura

### Mídia e comunicação

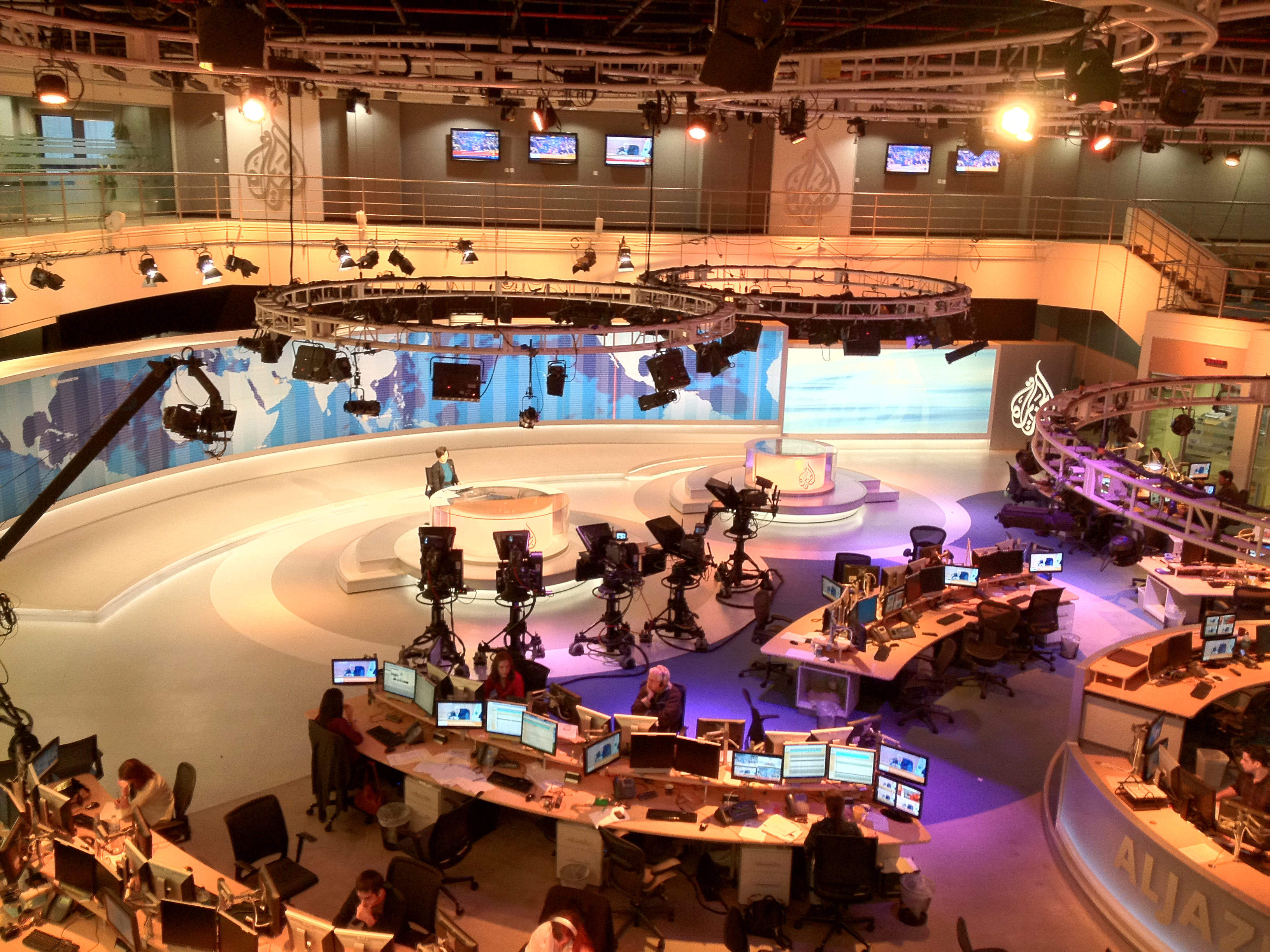
Redação do canal de notícias catariano Al Jazeera

Em 1996, o governo do Catar lançou a rede de televisão Al Jazeera, com sede principal em Doha, no Catar. Inicialmente com um canal de notícias em árabe, desde então se expandiu para vários canais de televisão especializados, tornando a rede mundialmente famosa.
A mídia impressa tem crescido, com mais de três jornais em língua inglesa e títulos em língua árabe. O grupo Oryx Advertising é a maior editora do Catar, responsável pelas publicações das revistas Qatar Today (única revista mensal de negócios em inglês),Qatar Al Youm (a única revista mensal de negócios em árabe), Woman Today (única revista para trabalhadores do sexo feminino) e GLAM (primeira revista internacional de moda no país). Com o advento das redes sociais, portais de notícias on-line como Gulf Times Online e Qatar Chronicle ganharam popularidade entre o público no Catar.
No Catar é contra a lei criticar o emir na comunicação social, de acordo com o artigo 46 da Lei de Imprensa do país. De acordo com o índice da liberdade de expressão da Freedom House, a imprensa do Catar "não é livre".
Em Agosto de 2018, a Al Jazeera censurou a série documental Rotas da Escravatura, uma série europeia conjunta do canal francês Arte, RTP e LX Filmes. Todo o primeiro episódio, que versava sobre "o processo que levou o Império Muçulmano a tecer de forma duradoura uma imensa rede de tráfico de escravos pela África, Médio Oriente e Ásia" foi eliminado. Em troca, a rede de televisão afirmou que a escravatura em África foi uma prática fundada pelos portugueses.

## Cultura

### Literatura
A literatura catariana remonta ao século XIX. Originalmente, a poesia escrita era a forma mais comum de expressão. Abdul Jalil Al-Tabatabai e Mohammed bin Abdullah bin Uthaymeen, dois poetas que datam do início do século XIX, formaram o corpus da primeira poesia escrita do Catar. Mais tarde, a poesia caiu em desuso depois que o país começou a colher os lucros das exportações de petróleo em meados do século XX e muitos catarenses abandonaram suas tradições beduínas em favor de estilos de vida mais urbanos.
Devido ao crescente número de catarenses que começaram a receber educação formal nos anos 1950 e outras mudanças sociais significativas, a década de 1970 testemunhou a introdução da primeira antologia de contos e, em 1993, foram publicados os primeiros romances de autoria local. A poesia, particularmente a forma nabati predominante, manteve alguma importância, mas logo seria ofuscada por outros tipos literários. Diferentemente da maioria das outras formas de arte na sociedade do Catar, as mulheres se envolveram no movimento da literatura moderna com uma magnitude semelhante à dos homens.

### Esportes
O futebol é o esporte mais popular do Catar. O país sediou a Copa da Ásia, principal torneio de seleções do continente em três ocasiões, em 1988, 2011 e 2023
Em dezembro de 2010 o país foi escolhido como sede da Copa do Mundo FIFA de futebol em 2022. O país foi sede do Jogos Asiáticos de 2006, do Campeonato Mundial de Basquetebol 3x3 de 2014, e também do Campeonato Mundial de Handebol Masculino de 2015, onde foi vice-campeão.